# Raimu
Raimu, född som Jules Auguste Muraire, 18 december 1883 i Toulon, död 20 september 1946, var en fransk skådespelare. Han etablerade sig inom teater och varieté på 1910-talet och utmärkte sig med sin intuitiva spelstil. På 1930-talet blev han en av Frankrikes största filmstjärnor tack vare rollen som César i Marcel Pagnols Marseilletrilogi: Marius från 1931, Fanny från 1932 och César från 1936. Han spelade i fler filmer av Pagnol och gjorde många roller där han kunde ge uttryck för sina rötter i Provence. En av Raimus största utländska beundrare var Orson Welles; vid Raimus död 1946 kallade Welles honom för världens bästa skådespelare. Sedan 1987 finns ett Raimumuseum som från början var beläget i Cogolin, men 2013 flyttade till Marignane.

## Filmer i urval
- Marius (1931)
- Lilla helgonet (1931)
- Fanny (1932)
- Tartarin de Tarascon (1934)
- César (1936)
- Faisons un rêve... (1936)
- Kungen (1936)
- Drömmarnas vals (1937)
- Dubbelliv (1937)
- Gribouille (1937)
- Kronans pärlor (1937)
- Synderskan (1938)
- La fille du puisatier (1940)
- L'arlésienne (1942)
- Flickan och pojkligan (1942)
- Mannen som log mot polisen (1942)
- Le colonel Chabert (1943)
- L'homme au chapeau rond (1946)